# Caravan (singel)
Caravan – pierwszy singel z 19 albumu studyjnego Clockwork Angels kanadyjskiej grupy Rush. Został wydany 1 czerwca 2010 roku, z utworem "BU2B" na stronie B. Oba utwory zostały nagrane 13 kwietnia 2010 roku w Blackbird Studios w Nashville.

## Twórcy
- Geddy Lee – gitara basowa, śpiew
- Alex Lifeson – gitara elektryczna
- Neil Peart – perkusja